# نقاوس
نقاوس (به عربی: نقاوس) یک شهرداری در الجزایر است که در استان باتنه واقع شده‌است. نقاوس ۷۵۶ متر بالاتر از سطح دریا واقع شده‌است.